# Bonifácio de Saboia
Bonifácio de Saboia (Chambéry, 1244 — Turim, junho de 1263) foi Conde de Saboia de Aosta, e da Maurienne ente 1253 e 1263.
Filho de Amadeu IV de Saboia e de Cecília de Baux fica órfão aos nove anos e reina sobre a tutela da mãe e do seu tio Tomás II de Saboia senhor do Piemonte, conde Maurienne e da Flandres, que morre em 1259 
Em 1258, a sua avó Margarida de Genebra, condessa de Flandres, aflita com a disputa entre os filhos pede auxilio ao rei Luís IX de França que envia um exército a Flandres comandado pelo conde Carlos I da Sicília ou de Anjou que restabelece a situação.
Em 1263 Bonifácio decide vingar o seu tio que havia sido assassinado no Piemonte pelo partido Guelles que triunfava em Turim, e à frente gente em armas de Saboia e seus vassalos, chega a Turim, bate as tropas de Carlos I de Anjou e cerca Turim. Chegam os reforços de Carlos I que levantam o cerco e o Bonifácio é feito prisioneiro e acabou falecendo.
Sem descendentes, os bens são confiados ao tio Pedro II de Saboia